# Eilema nicticans
Eilema nicticans är en fjärilsart som beskrevs av Bremer och William Grey 1853. Eilema nicticans ingår i släktet Eilema och familjen björnspinnare. Inga underarter finns listade i Catalogue of Life.